# سی‌اف ۶۵۰
سی‌اف ۶۵۰ (انگلیسی: CFMoto 650) یک موتورسیکلت چینی ۶۴۹ سی‌سی دوسیلندر، چهارزمانه با قدرت ۷۰ اسب بخار محصول کمپانی سی‌اف موتو که در سال ۲۰۱۲ معرفی شد. این موتورسیکلت در مدل‌های ام‌تی، جی‌تی، ان‌کی و تی‌آر-جی تولید شده است.
این اولین موتورسیکلت با قدرت بالا است که در چین طراحی و تولید شده است. موتور هشت سوپاپ دو سیلندر خطی آن ۶۵۰ سانتی‌متر مکعب حجم دارد و وزن خالص آن ۴۵۸ پوند (۲۰۸ کیلوگرم) است و شتاب یک موتورسیکلت از حالت سکون به سرعت ۲۰۰ کیلومتر در ساعت فقط ۱۱ ثانیه طول می‌کشد. با شیشه جلوی قابل تنظیم، می‌تواند مقاومت باد هنگام رانندگی با سرعت بالا را کاهش دهد و در نتیجه در مصرف سوخت صرفه جویی کند.
سی‌اف ۶۵۰-دو توسط مرکز تدارکات تجهیزات پلیس وزارت امنیت عمومی به شدت توصیه شده بود و به عنوان یک وسیله نقلیه تعیین شده در لیست قرار گرفت و توسط بسیاری از واحدهای ترافیک پلیس مردمی پذیرفته شد. در ۱۳ ژانویه ۲۰۱۴، نسخه ۲۰۱۴ بنام: سی‌اف ۶۵۰-دو (CF650-2) توسط ادارات ترافیک نیروی پلیس هنگ کنگ به مدت ۷ هفته آزمایش شدند، تا مناسب بودن معرفی آنها به هنگ کنگ را ارزیابی کنند.